# NGC 1232A
NGC 1232A (również PGC 11834) – magellaniczna galaktyka spiralna z poprzeczką (SBm), znajdująca się w gwiazdozbiorze Erydanu w odległości około 68 milionów lat świetlnych. Galaktyka ta jest prawdopodobnie satelitą większej galaktyki spiralnej NGC 1232, wraz z którą należy do gromady w Erydanie. Ta para galaktyk została skatalogowana jako Arp 41 w Atlasie Osobliwych Galaktyk.

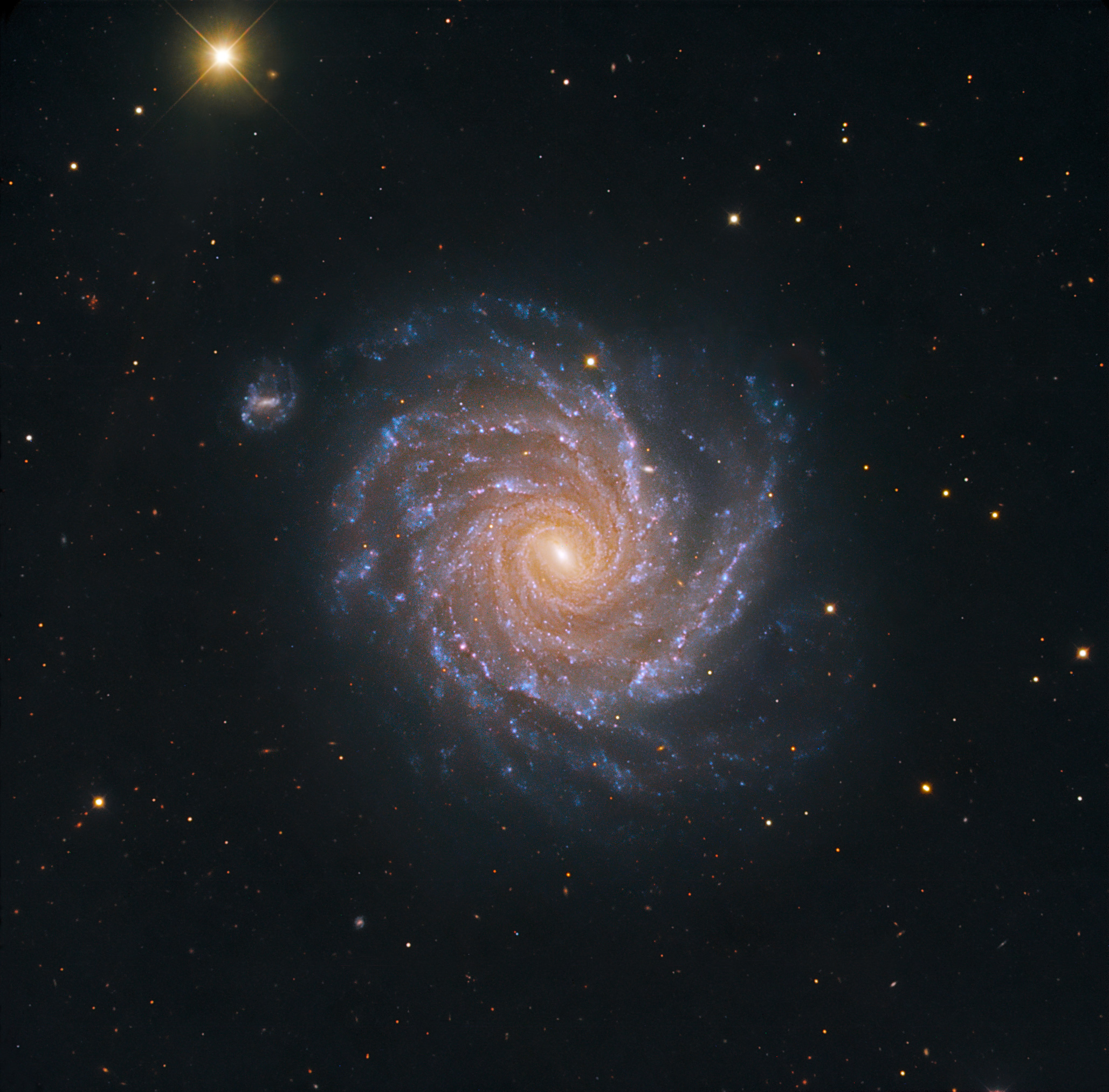
Galaktyka NGC 1232 oraz NGC 1232A po jej lewej stronie (ESO).